# Genius loci

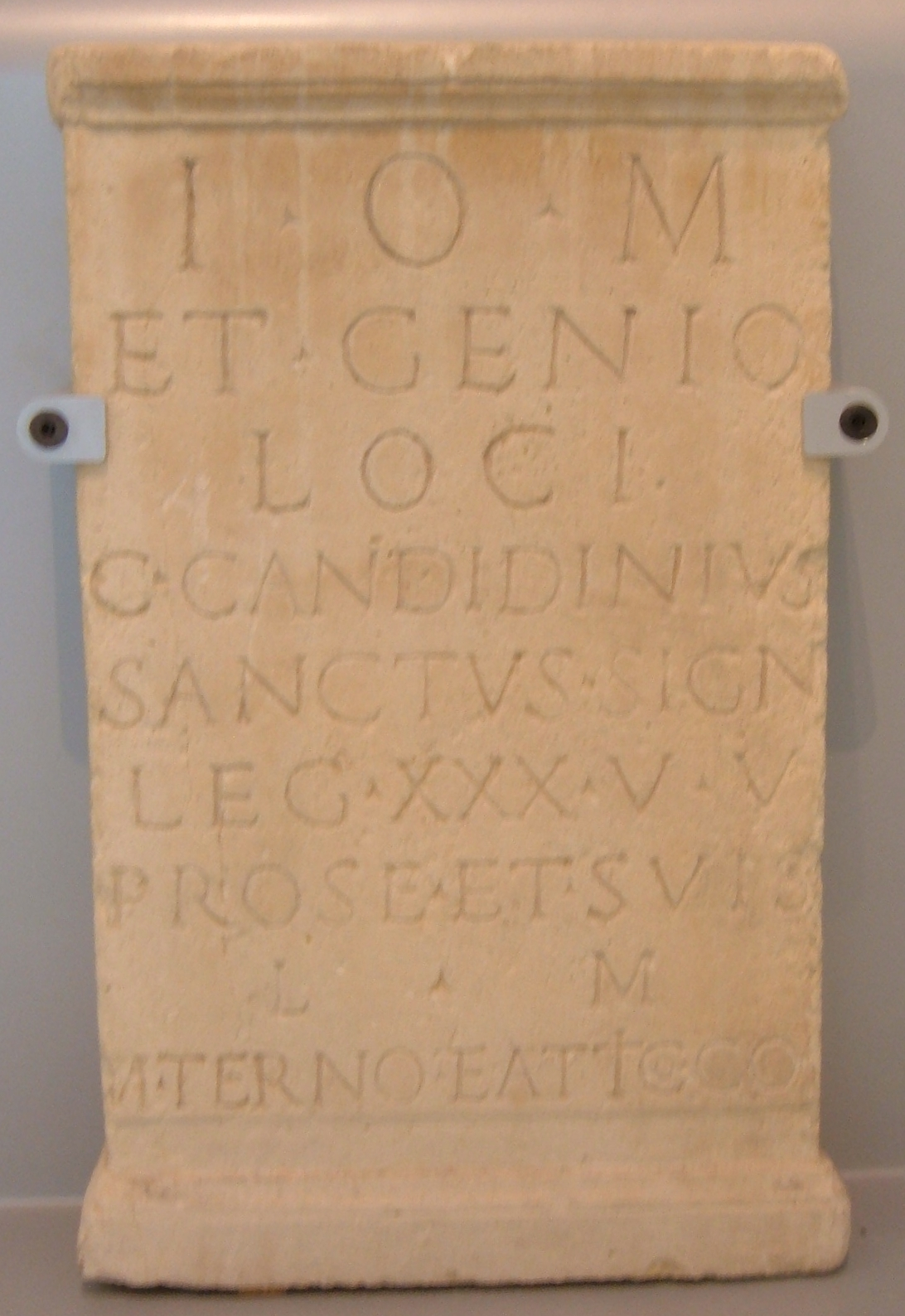
Inskription till (I)upiter (O)ptimus (M)aximus och Genius loci av Caius Candidinius Sanctus, standarbärare från Legio XXX Ulpia Victrix för sig själv och sin legion, omkring 185 e.Kr.

Genius loci var i romersk religion en skyddsande för en viss plats. I religiös ikonografi avbildades platsens ande ofta som en figur hållande ett ymnighetshorn, en dryckesskål och/eller en orm. Många romerska altaren var uppförda för platsens egen genius. I vardagsspråk används numera begreppet genius loci ofta för att beteckna den specifika atmosfären hos en plats.

## Arkitektur och landskapsarkitektur
Inom ramen för modern arkitekturteori har "genius loci" blivit en term med specifik innebörd, framförallt genom en bok av den norske arkitekten Christian Norberg-Schulz, Genius Loci: Towards a Phenomenology of Architecture från 1980. Norberg-Schulz menar att arkitekten ”hjälper” människan att bo genom att åskådliggöra "genius loci" då man skapar en plats. Genius loci är något som konkretiseras och något ständigt närvarande som vi människor förvaltar där vi bygger bo. 
I artikeln ”Om platskvalitet” (1992) i tidskriften Arkitektur sammanfattar Norberg-Schulz genius loci med ordet "identitet". Vi behöver platser med stabil identitet där vi lätt kan orientera oss, för att inte bli alienerade. Genom att skapa arkitektur ger människan platsens mening en konkret form, och genom att samla byggnader symboliserar hon sin livsform i sin helhet, skriver han. Han menar att genius loci kort uttryckt består av den mening som samlas på en plats.